# 서볼치서트마르베레그주

서볼치서트마르베레그주의 위치

서볼치서트마르베레그주(헝가리어: Szabolcs-Szatmár-Bereg megye)는 헝가리 북동부에 위치한 주로 주도는 니레지하저이며 면적은 5,936km2, 인구는 572,423명, 인구 밀도는 96명/km2이다. 1개 도시주(니레지하저)와 13개 구(벅털로란트하저구, 첸게르구, 페헤르저르머트구, 이브라니구, 케메체구, 키슈바르더구, 마테설커구, 너지칼로구, 니르바토르구, 니레지하저구, 티서버슈바리구, 바샤로슈너메니구, 자호니구), 27개 시, 201개 마을을 관할한다.
북서쪽으로는 슬로바키아, 북동쪽으로는 우크라이나, 남동쪽으로는 루마니아와 국경을 접하고 있고 서쪽으로는 보르쇼드어버우이젬플렌주, 남서쪽으로는 허이두비허르주와 접한다.

주기
주 문장